# Myrcia curassavica
Myrcia curassavica är en myrtenväxtart som först beskrevs av Gerda Jane Hillegonda Amshoff, och fick sitt nu gällande namn av Stoffers. Myrcia curassavica ingår i släktet Myrcia och familjen myrtenväxter. Inga underarter finns listade i Catalogue of Life.